# Der wohltätige Derwisch
Der wohltätige Derwisch oder Die Schellenkappe ist der Titel einer 1791 entstandenen dreiaktigen deutschsprachigen Oper, die Ende Februar oder Anfang März 1791 im Freihaustheater in Wien uraufgeführt wurde. Das Libretto verfasste Emanuel Schikaneder. Die zeitgenössischen Originalquellen machen entweder keine oder widersprüchliche Angaben zum Komponisten. Man vermutet, dass es sich bei der Komposition um ein Gemeinschaftswerk mehrerer Mitglieder von Schickaneders Theatertruppe handelt: dem Tenor Benedikt Schack, dem Bassisten Franz Xaver Gerl sowie dem Kirchenmusiker Johann Baptist Henneberg. Das Werk ist mindestens seit 1793 auch unter dem Titel Die Zaubertrommel verbreitet. In Wien hatte es unter diesem Titel am 18. März 1807 Premiere am Theater in der Josefstadt.

## Inhalt
Das Stück ist der Handlung nach den im 18. Jahrhundert beliebten deutschen Türkenopern zuzuordnen.

## Wirkung
Der wohltätige Derwisch war nach Der Stein der Weisen oder Die Zauberinsel die zweite in einer Reihe von Zauberopern, die ab 1790 in Emanuel Schickaneders Theater auf der Wieden produziert wurden, und der unmittelbare Vorgänger von Wolfgang Amadeus Mozarts Zauberflöte in dieser Reihe. Anders als bei Der Stein des Weisen ist jedoch keine unmittelbare Beteiligung Mozarts an der Komposition nachweisbar. Des nahezu vergessenen Singspiels erinnert man sich heute dennoch allenfalls dadurch, dass es von Künstlern aus dem Kreise um Mozart komponiert und getextet wurde. Unter diesem Aspekt wurde es unter Martin Pearlman 2001 auch für eine CD-Aufnahme eingespielt. Eine umgearbeitete zweite Fassung versuchte gar durch die neue Titelwahl Die Zaubertrommel an den sich inzwischen entfaltenden Erfolg von Mozarts Zauberflöte anzuknüpfen, allerdings ohne belegbaren Erfolg.
2008 entstand unter Verwendung der originalen Partitur des Singspiels eine im heutigen Berlin spielende moderne Version der Oper: Türkisch für Liebhaber von Sinem Altan (Musik) und Dilek Güngör (Text) erfuhr seine Uraufführung am 4. Dezember 2008 an der Neuköllner Oper.

## Historische Quellen
- Der wohlthätige Derwisch oder Die Schellenkappe. Partitur, Stimmen und Textbuch. 1794. Opernsammlung der Universitätsbibliothek Johann Christian Senckenberg, Mus. Hs. Opern 509.[3]
- Arien zur Zaubertrommel oder Der wohlthätige Derwisch. Eine [!] grosses komisches Singspiel in drey Aufzügen. Libretto. Augsburg 1793; urn:nbn:de:bvb:12-bsb00054914-9.
- Arien und Gesänge aus der komische Oper: Die Zaubertrommel oder Die Schellenkappe. In drey Aufzügen. Libretto. Altona o. J. [ca. 1800]; urn:nbn:de:bvb:12-bsb00054913-3.